# Shahinshahr
Shahinshahr (persiska شاهين شهر) är en stad i den iranska provinsen Esfahan. Den ligger strax nordväst om den större staden Esfahan och har cirka 170 000 invånare.